# Maxime Patel
Pour les articles homonymes, voir Patel.
 (février 2024).
Si vous disposez d'ouvrages ou d'articles de référence ou si vous connaissez des sites web de qualité traitant du thème abordé ici, merci de compléter l'article en donnant les références utiles à sa vérifiabilité et en les liant à la section « Notes et références ».
Maxime Patel (ou Maximiliano Aguilar-Gonzalez), né en 1977 est un organiste, pianiste, improvisateur et compositeur.

## Biographie
Parallèlement à ses études secondaires, il a suivi sa formation musicale aux Conservatoires à rayonnement régional de Lyon et de Grenoble pour l’orgue (classe de Pierre Perdigon), l’accompagnement au piano (classe de Marie Cécile Milan), la composition (classe de Christophe Maudot), le contrepoint (classe de Félicien Wolff), l’harmonie et l’improvisation avec Françoise Levéchin et Gisèle Magnan (piano) et, hors conservatoires, l'harmonie et l’improvisation à l’orgue avec Rolande Falcinelli, la direction d’orchestre avec Philippe Cambreling, la formation musicale avec Pierre Sylvan, le clavecin avec Martine Roche.
Maxime Patel a bénéficié de l’enseignement particulier de Pierre Labric, organiste virtuose (1er prix au Conservatoire de Paris en 1948, dans la classe de Marcel Dupré), ancien élève de Maurice Duruflé et de Jeanne Demessieux. Pierre Labric a ainsi transmis à son tour l’esthétique de Jeanne Demessieux à son élève et lui a prodigué les conseils afférents à une interprétation de référence. Ainsi, Maxime Patel est à ce jour le seul organiste français à interpréter en concert (et de mémoire) les Six Études op. 5, qu’il a par ailleurs gravées lors d'un enregistrement DVD de l’intégrale des compositions pour orgue de Jeanne Demessieux, soit 37 œuvres en une seule séance. Il a donné des récitals en Europe, en Russie et aux États-Unis. Il poursuit ses concerts d'orgue et de piano en soliste, accompagnateur ou chambriste. Maxime Patel a été suppléant de Naji Hakim au Grand-orgue de l'église de la Trinité à Paris de 1999 à 2008 et a conservé ce poste, après le départ de ce dernier, jusqu'en 2011.
En avril 2017, le magazine Journal de L'Orgue - Schott Music lui décerne le titre d'Organist of the year à Mayence.

## Œuvres pour orgue
- Largo op.4/a (1999)
- Trois pièces op. 4/b (2000)
- Diptyque op. 5 (1998/99)
- Conte Fantastique op. 9 (1999/2000)
- Atlantis op. 10 (2000)
- Scherzo Fantastico op. 11 (2001)
- Trois Chansons de Gascogne (2003)
- L'étoile du temps - In memoriam JL. Florentz (2005)

## Œuvres pour d'autres instruments
- Dans le désert op.1 pour flûte (1995)
- Alecto op.2 pour duo de saxophones (1997)
- Tormento op.3 pour orchestre d'Harmonie (1998)
- Quatuor d'anches op.6 (1999)
- Le vol de l'hirondelle op.7 pour soprano et piano (1999)
- Présages op.9 pour grand orchestre (1999/2000)
- Poème n°1 pour piano (2002)